# Ламбиг
Ламбиг (фр. Lambig) — крепкий алкогольный напиток, получаемый перегонкой крепкого сидра. Происходит из французского региона Бретань. Согласно сертификату подлинности происхождения, ламбиг должен выдерживаться в дубовых бочках не менее четырёх лет. Напиток является эквивалентом нормандского кальвадоса.
Ламбиг добавляют в сидр, чтобы получить креплёный напиток, называемый поммо.